# ジャンヌ・ジュリー・エレオノール・ド・レスピナス
ジャンヌ・ジュリー・エレオノール・ド・レスピナス(Jeanne Julie Éléonore de Lespinasse、1732年11月9日-1776年5月23日）は、フランスのサロン主催者。レスピナス嬢とも。

## 少女時代
ジャンヌ・ジュリー・エレオノール・ド・レスピナス（以下レスピナス嬢）は1732年11月9日にフランスのリヨンで生まれ、クロード・レスピナスの娘として育つ。16歳の時、修道院附属女子学校に在籍中、義理の姉妹であるマダム・ド・ヴィッチィの家庭教師となる。ヴィッチィは、マダム・ドゥ・デファンドの兄弟と結婚していた。こうしてマダム・ドゥ・デファンドとレスピナス嬢は友人となった。マダム・ドゥ・デファンドは彼女の才能に気付き、付き人としてパリに来るよう説得した。

## マダム・ドゥ・デファンドのサロンにて
レスピナス嬢は1754年にマダム・ドゥ・デファンドの住居に移り住み、彼女の主催するサロンで有名な外交官や貴婦人、哲学者や政治家たちと交流を深めた。この関係は1764年迄の10年間、マダム・ドゥ・デファンドが彼女の影響の増長に嫉妬し、ひどい口論をするまで続いた。

## サロン開設
やがてレスピナス嬢は自身のサロンを開設する。そのサロンにはマダム・ドゥ・デファンドのサロンの中でも著名な者たちが参加した。ダランベールもその1人である。彼は積極的に彼女と交流し、彼女の家に住みさえした。彼女には階級も美しさも備わっていなかったが、彼女はその才能をして彼女のサロンをパリで最も有名にした。

## 恋愛書簡
ジュリは、ジャック＝アントワーヌ＝イポリット・ド・ギベール伯爵にあてて、1773年から死ぬまでの三年、180通近い手紙を書いたが、それが1811年に書簡集として公刊され、レスピナスの名を高からしめた。

## 関連書籍
- 保苅瑞穂『恋文 パリの名花レスピナス嬢悲話』筑摩書房, 2014.7
- ジュリー・ド・レスピナス『恋ぶみ』後藤達雄訳. 白水社, 1950